# AF Elbasani
AF Elbasani – albański klub piłkarski mający swoją siedzibę w Elbasanie. Występuje w Kategoria Superiore, najwyższym szczeblu piłkarskim w Albanii.

## Historia
AF Elbasani powstał w 2021 z inicjatywy byłego właściciela rozwiązanego klubu KF Elbasani – Arbena Laze. W sezonie 2021/2022 wygrali rozgrywki Kategoria e Tretë nie przegrywając żadnego meczu. Podobna sytuacja miała miejsce w sezonie 2022/2023, kiedy to bez porażki zwyciężli w Kategoria e Dytë. W sezonie 2023/2024 wygrali rozgrywki Kategoria e Parë i pierwszy raz w historii awansowali do Kategoria Superiore.

## Stadion
AF Elbasani rozgrywa swoje mecze na Stadiumi Ruzhdi Bizhuta (inaczej: Elbasan Arena).

## Skład
Stan na 8 listopada 2024
| Nr | Poz. | Piłkarz               |
| -- | ---- | --------------------- |
| 1  | BR   | Klevi Totoshi         |
| 2  | OB   | Rei Zaimi             |
| 4  | OB   | Bruno Lulaj (kapitan) |
| 5  | OB   | Harallamb Qaqi        |
| 6  | PO   | Cristian Dros         |
| 7  | NA   | Bedri Greca           |
| 8  | PO   | Léo Melo              |
| 9  | NA   | Blaise Tsague         |
| 10 | PO   | Orgest Gava           |
| 11 | OB   | Klevis Kasa           |
| 12 | BR   | Redon Gega            |
| 14 | NA   | Xhonatan Lajthia      |
| 16 | PO   | Edon Hasani           |
| 17 | OB   | Bruno Telushi         |
| 18 | PO   | Arsen Kasa            |

| Nr | Poz. | Piłkarz        |
| -- | ---- | -------------- |
| 20 | NA   | José Gomes     |
| 21 | PO   | Endi Halili    |
| 22 | NA   | Arsen Lleshi   |
| 23 | OB   | Esin Hakaj     |
| 25 | PO   | Alban Bica     |
| 27 | PO   | Ardit Hila     |
| 28 | NA   | Kron Abdiu     |
| 29 | OB   | Emiljano Musta |
| 40 | BR   | Razak Abalora  |
| 42 | PO   | Kristi Qose    |
| 55 | OB   | Emir Azemović  |
| 77 | OB   | Bledar Lila    |
| 99 | NA   | Amarildo Gjoni |
|    | BR   | Fabian Buzani  |

## Sukcesy
- Kategoria e Parë (1x): 2023/2024
- Kategoria e Dytë (1x): 2022/2023
- Kategoria e Tretë (1x): 2021/2022